# Élections législatives de 1881 dans l'Aisne
Les élections législatives françaises de 1881 se déroulent les 21 août et 4 septembre 1881. Dans le département de l'Aisne, huit députés sont à élire dans le cadre de huit circonscriptions.

## Élus
|                        | Circonscription | Député sortant           |  | Parti               | Député élu ou réélu      |  | Parti               |
| ---------------------- | --------------- | ------------------------ |  | ------------------- | ------------------------ |  | ------------------- |
| =                      | Château-Thierry | Désiré-Jules Lesguillier |  | Union républicaine  | Désiré-Jules Lesguillier |  | Union républicaine  |
| =                      | Laon-1          | Aimé Leroux*             |  | Gauche républicaine | Gaston Ganault           |  | Union républicaine  |
| =                      | Laon-2          | Charles Fouquet          |  | Gauche républicaine | Charles Fouquet          |  | Gauche républicaine |
| =                      | Saint-Quentin-1 | Henri Villain            |  | Union républicaine  | Henri Villain            |  | Union républicaine  |
| =                      | Saint-Quentin-2 | François Malézieux       |  | Gauche républicaine | François Malézieux       |  | Gauche républicaine |
| =                      | Soissons        | Étienne Choron           |  | Républicain         | Antoine Ringuier         |  | Union républicaine  |
| =                      | Vervins-1       | Joseph Soye              |  | Gauche républicaine | Joseph Soye              |  | Gauche républicaine |
| =                      | Vervins-2       | Edmond Turquet           |  | Gauche républicaine | Edmond Turquet           |  | Gauche républicaine |
| * ne se représente pas |                 |                          |  |                     |                          |  |                     |

## Résultats

### Résultats à l'échelle du département
|                | Gauche républicaine   | 41 554  | 43,31  | 4 |  |  |
|                | Union républicaine    | 36 125  | 37,65  | 4 |  |  |
|                | Gauches républicaines | 77 679  | 80,96  | 8 |  |  |
|                |                       |         |        |   |  |  |
|                | Droite monarchiste    | 13 382  | 13,95  | 0 |  |  |
|                |                       |         |        |   |  |  |
|                | Socialistes           | 2 578   | 2,69   | 0 |  |  |
|                |                       |         |        |   |  |  |
|                | Républicains          | 2 309   | 2,41   | 0 |  |  |
|                |                       |         |        |   |  |  |
|                |                       |         |        |   |  |  |
| Inscrits       | Inscrits              | 150 932 | 100,00 |   |  |  |
| Abstentions    | Abstentions           | 45 550  | 30,18  |   |  |  |
| Votants        | Votants               | 105 382 | 69,82  |   |  |  |
| Blancs et nuls | Blancs et nuls        | 9 434   | 8,95   |   |  |  |
| Exprimés       | Exprimés              | 95 948  | 91,05  |   |  |  |

### Résultats par circonscription

#### Circonscription de Château-Thierry
- Député sortant : Désiré-Jules Lesguillier (Union républicaine), réélu.

|                  | Désiré-Jules Lesguillier* | Union républicaine | 8 441  | 100,00 |  |  |
|                  |                           |                    |        |        |  |  |
| Inscrits         | Inscrits                  | Inscrits           | 16 957 | 100,00 |  |  |
| Abstentions      | Abstentions               | Abstentions        | 6 126  | 36,13  |  |  |
| Votants          | Votants                   | Votants            | 10 831 | 63,87  |  |  |
| Blancs et nuls   | Blancs et nuls            | Blancs et nuls     | 2 390  | 22,07  |  |  |
| Exprimés         | Exprimés                  | Exprimés           | 8 441  | 77,93  |  |  |
| * député sortant |                           |                    |        |        |  |  |

#### Première circonscription de Laon
- Député sortant : Aimé Leroux (Gauche républicaine).
- Député élu : Gaston Ganault (Union républicaine).

|                | Gaston Ganault  | Union républicaine | 11 771 | 67,22  |  |  |
|                | Frédéric Babled | Monarchiste        | 5 739  | 32,78  |  |  |
|                |                 |                    |        |        |  |  |
| Inscrits       | Inscrits        | Inscrits           | 17 510 | 100,00 |  |  |
| Abstentions    | Abstentions     | Abstentions        | 232    | 21,16  |  |  |
| Votants        | Votants         | Votants            | 17 742 | 78,84  |  |  |
| Blancs et nuls | Blancs et nuls  | Blancs et nuls     | 4 761  | 1,31   |  |  |
| Exprimés       | Exprimés        | Exprimés           | 22 503 | 98,69  |  |  |

#### Seconde circonscription de Laon
- Député sortant : Charles Fouquet (Gauche républicaine), réélu.

|                  | Charles Fouquet* | Gauche républicaine | 13 440 | 100,00 |  |  |
|                  |                  |                     |        |        |  |  |
| Inscrits         | Inscrits         | Inscrits            | 22 496 | 100,00 |  |  |
| Abstentions      | Abstentions      | Abstentions         | 6 964  | 30,96  |  |  |
| Votants          | Votants          | Votants             | 15 532 | 69,04  |  |  |
| Blancs et nuls   | Blancs et nuls   | Blancs et nuls      | 2 092  | 13,47  |  |  |
| Exprimés         | Exprimés         | Exprimés            | 13 440 | 86,53  |  |  |
| * député sortant |                  |                     |        |        |  |  |

#### Première circonscription de Saint-Quentin
- Député sortant : Henri Villain (Union républicaine), réélu.

|                  | Henri Villain*     | Union républicaine | 7 799  | 75,16  |  |  |
|                  | Arthur Monnanteuil | Socialiste         | 2 578  | 24,84  |  |  |
|                  |                    |                    |        |        |  |  |
| Inscrits         | Inscrits           | Inscrits           | 17 891 | 100,00 |  |  |
| Abstentions      | Abstentions        | Abstentions        | 6 594  | 36,86  |  |  |
| Votants          | Votants            | Votants            | 11 297 | 63,14  |  |  |
| Blancs et nuls   | Blancs et nuls     | Blancs et nuls     | 920    | 8,14   |  |  |
| Exprimés         | Exprimés           | Exprimés           | 10 377 | 91,86  |  |  |
| * député sortant |                    |                    |        |        |  |  |

#### Seconde circonscription de Saint-Quentin
- Député sortant : François Malézieux (Gauche républicaine), réélu.

|                  | François Malézieux* | Gauche républicaine | 11 667 | 100,00 |  |  |
|                  |                     |                     |        |        |  |  |
| Inscrits         | Inscrits            | Inscrits            | 19 054 | 100,00 |  |  |
| Abstentions      | Abstentions         | Abstentions         | 6 122  | 32,13  |  |  |
| Votants          | Votants             | Votants             | 12 932 | 67,87  |  |  |
| Blancs et nuls   | Blancs et nuls      | Blancs et nuls      | 1 265  | 9,78   |  |  |
| Exprimés         | Exprimés            | Exprimés            | 11 667 | 90,22  |  |  |
| * député sortant |                     |                     |        |        |  |  |

#### Circonscription de Soissons
- Député sortant : Étienne Choron (Républicain modéré).
- Député élu : Antoine Ringuier (Union républicaine).

|                  | Antoine Ringuier | Union républicaine | 8 114  | 53,82  |  |  |
|                  | Louis Salanson   | Monarchiste        | 4 652  | 30,86  |  |  |
|                  | Étienne Choron*  | Républicain modéré | 2 309  | 15,32  |  |  |
|                  |                  |                    |        |        |  |  |
| Inscrits         | Inscrits         | Inscrits           | 18 903 | 100,00 |  |  |
| Abstentions      | Abstentions      | Abstentions        | 3 635  | 19,23  |  |  |
| Votants          | Votants          | Votants            | 15 268 | 80,77  |  |  |
| Blancs et nuls   | Blancs et nuls   | Blancs et nuls     | 193    | 1,26   |  |  |
| Exprimés         | Exprimés         | Exprimés           | 15 075 | 98,74  |  |  |
| * député sortant |                  |                    |        |        |  |  |

#### Première circonscription de Vervins
- Député sortant : Joseph Soye (Gauche républicaine), réélu.

|                  | Joseph Soye*   | Gauche républicaine | 8 416  | 100,00 |  |  |
|                  |                |                     |        |        |  |  |
| Inscrits         | Inscrits       | Inscrits            | 16 912 | 100,00 |  |  |
| Abstentions      | Abstentions    | Abstentions         | 6 562  | 38,80  |  |  |
| Votants          | Votants        | Votants             | 10 350 | 61,20  |  |  |
| Blancs et nuls   | Blancs et nuls | Blancs et nuls      | 1 934  | 18,69  |  |  |
| Exprimés         | Exprimés       | Exprimés            | 8 416  | 81,31  |  |  |
| * député sortant |                |                     |        |        |  |  |

#### Seconde circonscription de Vervins
- Député sortant : Edmond Turquet (Gauche républicaine), réélu.

|                  | Edmond Turquet* | Gauche républicaine | 8 031  | 72,86  |  |  |
|                  | M. Lenain       | Monarchiste         | 2 991  | 27,14  |  |  |
|                  |                 |                     |        |        |  |  |
| Inscrits         | Inscrits        | Inscrits            | 16 216 | 100,00 |  |  |
| Abstentions      | Abstentions     | Abstentions         | 4 786  | 29,51  |  |  |
| Votants          | Votants         | Votants             | 11 430 | 70,49  |  |  |
| Blancs et nuls   | Blancs et nuls  | Blancs et nuls      | 408    | 3,57   |  |  |
| Exprimés         | Exprimés        | Exprimés            | 11 022 | 96,43  |  |  |
| * député sortant |                 |                     |        |        |  |  |

## Rappel des résultats départementaux des élections de 1877

### Élus en 1877
| Circ.            | Élu(e) | Élu(e)              | Élu(e)                 | Élu(e)               | Élu(e)               | Battu(e) (seconde place) | Battu(e) (seconde place) | Battu(e) (seconde place) | Battu(e) (seconde place) | Battu(e) (seconde place) |
| Circ.            | Parti  | Parti               | Nom                    | % suffrages exprimés | % suffrages exprimés | Parti                    | Parti                    | Nom                      | % suffrages exprimés     | % suffrages exprimés     |
| Circ.            | Parti  | Parti               | Nom                    | 1er tour             | 2e tour              | Parti                    | Parti                    | Nom                      | 1er tour                 | 2e tour                  |
| ---------------- | ------ | ------------------- | ---------------------- | -------------------- | -------------------- | ------------------------ | ------------------------ | ------------------------ | ------------------------ | ------------------------ |
| Château-Thierry  |        | Centre gauche       | Edmond de Tillancourt* | 71,24 %              | -                    |                          | Conservateur             | Oscar Pille              | 28,76 %                  | -                        |
| Laon-1           |        | Centre gauche       | Aimé Leroux*           | 77,67 %              | -                    |                          | Conservateur             | Albin de Grilleau        | 22,33 %                  | -                        |
| Laon-2           |        | Centre gauche       | Charles Fouquet*       | 59,35 %              | -                    |                          | Conservateur             | René Jacquemart          | 40,65 %                  | -                        |
| Saint-Quentin-1  |        | Gauche républicaine | Henri Villain*         | 79,08 %              | -                    |                          | Conservateur             | M. Blain                 | 20,92 %                  | -                        |
| Saint-Quentin-2  |        | Gauche républicaine | François Malézieux*    | 72,47 %              | -                    |                          | Conservateur             | M. Mauduit de Fay        | 27,53 %                  | -                        |
| Soissons         |        | Centre gauche       | Étienne Choron         | 53,34 %              | -                    |                          | Constitutionnel          | Victor Deviolaine*       | 46,66 %                  | -                        |
| Vervins-1        |        | Bonapartiste        | Camille Godelle        | 51,92 %              | -                    |                          | Gauche républicaine      | Joseph Soye*             | 48,08 %                  | -                        |
| Vervins-2        |        | Gauche républicaine | Edmond Turquet*        | 69,61 %              | -                    |                          | Monarchiste              | M. Lenain                | 29,79 %                  | -                        |
| * député sortant |        |                     |                        |                      |                      |                          |                          |                          |                          |                          |

Dans la première circonscription de Vervins, l'élection de Camille Godelle est annulée par la Chambre des députés le 8 février 1878. En conséquence, une élection partielle est organisée le 7 avril 1878 et voit la victoire du républicain Joseph Soye.
En raison du décès d'Edmond de Tillancourt le 25 décembre 1880, une élection partielle est organisée dans la circonscription de Château-Thierry le 6 février 1881 et remportée par le républicain Désiré-Jules Lesguillier.